# Mostwieliszki
Mostwieliszki (biał. Маствілішкі; ros. Моствилишки) − wieś na Białorusi, w obwodzie grodzieńskim, w rejonie oszmiańskim, w sielsowiecie Nowosiółki.

## Historia
W czasach zaborów osada i folwark w gminie Kucewicze, w powiecie oszmiańskim, w guberni wileńskiej Imperium Rosyjskiego. W 1905 roku osada liczyła 5 mieszkańców, 1 dziesięcinę należała do Sidorowicza; folwark liczył 22 mieszkańców, 248 dziesięcin, należała do Sidorowicza.
W latach 1921–1945 wieś i folwark leżały w Polsce, w województwie wileńskim, w powiecie oszmiańskim, w gminie Kucewicze.
W 1931:
- wieś w 18 domach zamieszkiwało 101 osób[2].
- folwark  w 2 domach zamieszkiwało 13 osób[2].

Wierni należeli do parafii rzymskokatolickiej w Oszmianie. Miejscowość podlegała pod Sąd Grodzki w Oszmianie i Okręgowy w Wilnie; właściwy urząd pocztowy mieścił się w Oszmianie.
Po II wojnie światowej w granicach Związku Sowieckiego. Od 1991 w niepodległej Białorusi.